# Émilie Heymans
Émilie Heymans est une plongeuse canadienne, née le 14 décembre 1981 à Bruxelles (Belgique) et qui passe son enfance à Saint-Lambert, près de Montréal. Elle est la seule canadienne ayant gagné quatre médailles olympiques en plongeon.

## Formations
Elle étudie au Collège André-Grasset. 

## Carrière
D'abord gymnaste, elle décide de réorienter sa carrière à l'âge de 11 ans lorsqu'un entraîneur déclare qu'elle n'avait pas un corps de gymnaste. Elle se met à la pratique du plongeon et devient membre de l'équipe nationale canadienne en 1997. C’est en 2000, lors des Jeux olympiques de Sydney qu’Heymans fait son entrée sur la scène internationale en remportant avec Anne Montminy la médaille d’argent à l’épreuve du 10 m synchronisé. Aux même jeux, elle termine 5e à l'épreuve individuelle à la tour de 10 m. Elle a ensuite remporté le titre de championne du monde à Barcelone en 2003 à la tour, devenant de ce fait la première canadienne à remporter la première place en compétition aux championnats du monde, après avoir remporté cette même année les championnats canadiens au plongeon de 1 m et à la tour de 10 m en éclipsant le record canadien à cette dernière épreuve. Aux jeux olympiques d'Athènes, Émilie a remporté, à l’épreuve du 10 m synchronisé, la médaille de bronze avec sa coéquipière Blythe Hartley.
Elle forme une équipe avec Marie-Ève Marleau qui remporte quatre médailles internationales dans la catégorie du 10 mètres synchronisé, dont celle des Jeux panaméricains de 2007.
Émilie Heymans remporte en 2008, aux Jeux olympiques de Pékin, la médaille d’argent à l’épreuve individuelle, se définissant ainsi comme une athlète d’exception aussi bien aux épreuves individuelles que de synchro. Elle joint un groupe de 4 autres olympiens canadiens à avoir remporté une médaille à 3 Jeux olympiques consécutifs. En 2009, Émilie Heymans remporte la médaille d’argent aux championnats du monde de Rome réussissant ainsi sa transition de la tour de 10 m au tremplin de 3 m. Aux championnats du monde à Shanghai, Émilie remporte à l’épreuve du 3 m synchronisé, la médaille d'argent avec sa partenaire Jennifer Abel.
Aux Jeux olympiques de 2012 à Londres, elle remporte la médaille de bronze au tremplin de 3 m avec Jennifer Abel, ce qui fait d'elle la première canadienne à remporter une médaille lors de quatre Jeux olympiques d'été consécutifs, ainsi que la première plongeuse de l'histoire à réussir cet exploit, tout pays confondus. À ces mêmes jeux, lors de sa dernière compétition olympique, elle accède à la 12e place en solo au tremplin de 3 mètres.
Le 16 janvier 2013, à 31 ans, Émilie Heymans annonce qu'elle prend sa retraite. Elle passe alors à une carrière dans la mode en présentant sa collection de maillots de bain, elle qui avait obtenu un diplôme en commercialisation de la mode de l'École supérieure de mode de Montréal, composante de l'Université du Québec à Montréal en 2011,,. Ses maillots obtiennent du succès auprès des plongeurs, par exemple auprès de l'équipe nationale britannique ; la plongeuse française Audrey Labeau utilise l'un de ses maillots aux jeux olympiques de Londres en 2012,.
D'un naturel timide, qui contraste avec l'aisance médiatique de sa contrepartie masculine Alexandre Despatie, elle est décrite comme une athlète humble malgré son parcours impressionnant,.

## Palmarès

### Jeux olympiques
- Jeux olympiques de 2000 à Sydney  Australie :
  -  Médaille d'argent au plongeon synchronisé à 10 m (avec Anne Montminy).
- Jeux olympiques de 2004 à Athènes  Grèce :
  -  Médaille de bronze au plongeon synchronisé à 10 m (avec Blythe Hartley).
- Jeux olympiques de 2008 à Pékin  République populaire de Chine :
  -  Médaille d'argent au plongeon à 10 m.
- Jeux olympiques de 2012 à Londres  Royaume-Uni:
  -  Médaille de bronze au plongeon synchronisé à 3 m (avec Jennifer Abel).

### Championnats du monde
- Championnats du monde de 2003 à Barcelone  Espagne :
  -  Médaille d'or au plongeon à 10 m.
- Championnats du monde de 2009 à Rome  Italie :
  -  Médaille d'argent au plongeon à 3 m.
- Championnats du monde de 2011 à Shanghai  Chine :
  -  Médaille d'argent au plongeon synchronisé à 3 m (avec Jennifer Abel).

### Jeux panaméricains
- Jeux panaméricains de 1999 à Winnipeg  Canada :
  -  Médaille d'or au plongeon 10 m.
- Jeux panaméricains de 2003 à Saint-Domingue  République dominicaine :
  -  Médaille d'or au plongeon synchronisé 3 m.
  -  Médaille d'or au plongeon 10 m.
  -  Médaille d'or au plongeon synchronisé 10 m.
  -  Médaille d'argent au plongeon 3 m.
- Jeux panaméricains de 2007 à Rio de Janeiro  Brésil :
  -  Médaille d'or au plongeon synchronisé 10 m.
- Jeux panaméricains de 2011 à Guadalajara  Mexique :
  -  Médaille d'argent au plongeon synchronisé 3 m.

### Jeux du Commonwealth
- Jeux du commonwealth de 2002 à Manchester  Angleterre :
  -  Médaille d'argent au plongeon 10 m.
  -  Médaille d'argent au plongeon 3 m.
- Jeux du Commonwealth de 2006 à Melbourne  Australie :
  -  Médaille de bronze au plongeon 10 m.
- Jeux Commonwealth de 2010 à Delhi  Inde :
  -  Médaille d'or au plongeon synchronisé 10 m.
  -  Médaille de bronze au plongeon 1 m.

### Championnats du monde juniors
- Championnats du monde juniors de 1997  Malaisie :
  -  Médaille d'or au plongeon à 10 m.

### Honneurs
- Médaille de l'Assemblée nationale, 2000[11]
- Médaille d'honneur de l'Assemblée nationale, 2004[12]